# Oplismenus hirtellus
Oplismenus hirtellus är en gräsart som först beskrevs av Carl von Linné, och fick sitt nu gällande namn av Ambroise Marie François Joseph Palisot de Beauvois. Oplismenus hirtellus ingår i släktet Oplismenus och familjen gräs. Inga underarter finns listade i Catalogue of Life.

## Bildgalleri

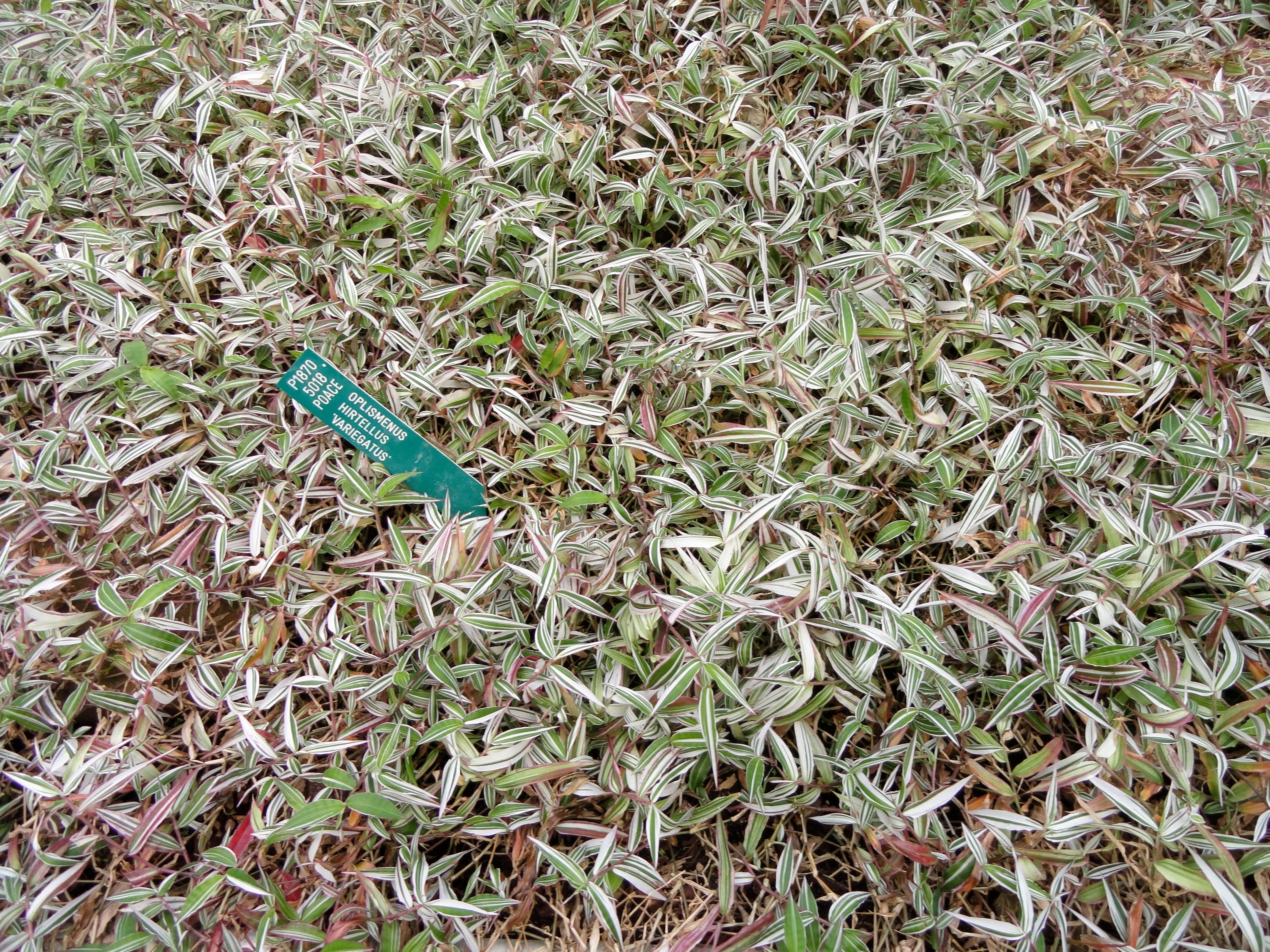
Oplismenus hirtellus, Köpenhamns botaniska trädgård
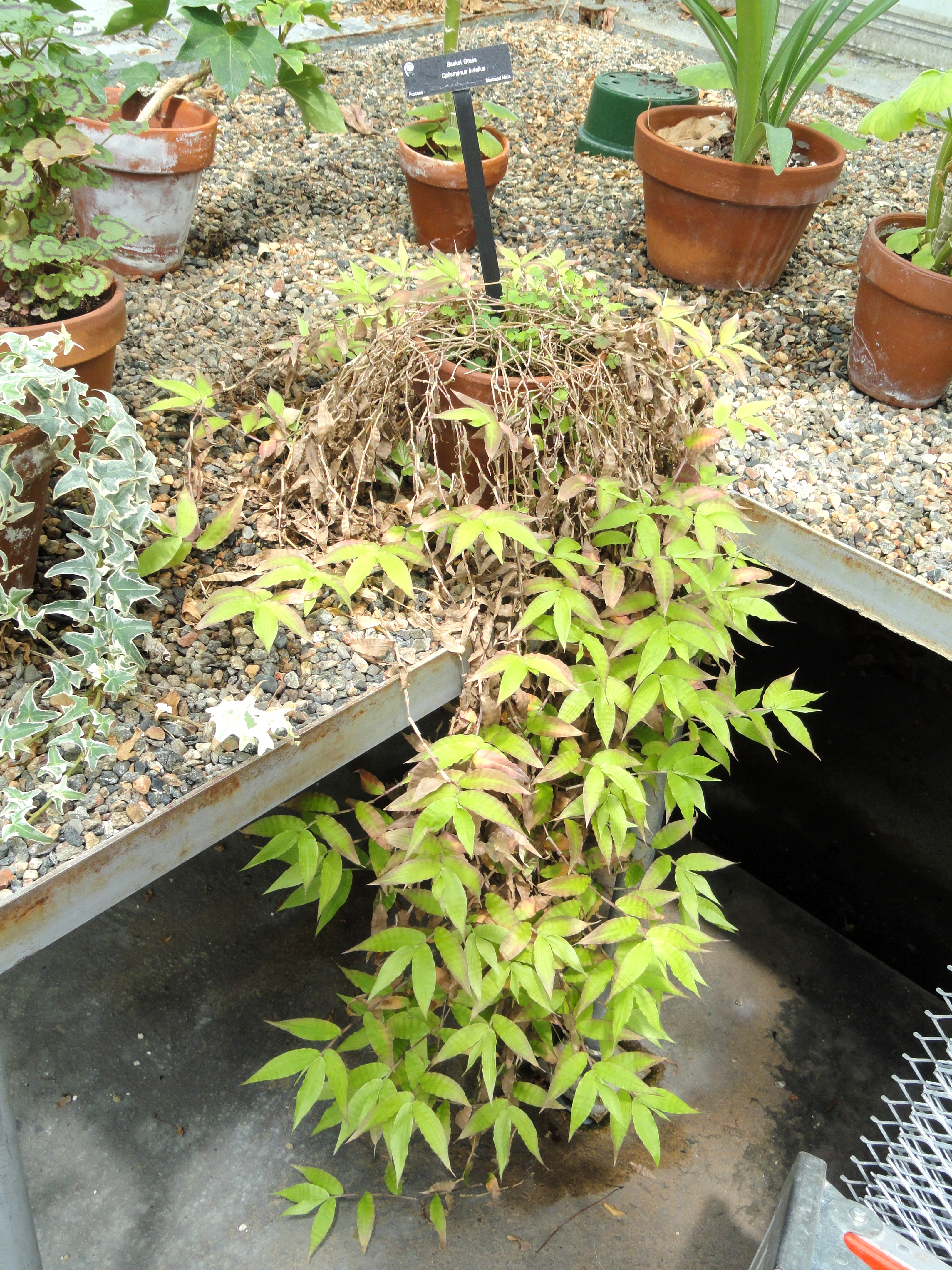
Oplismenus hirtellus, Wellesley College
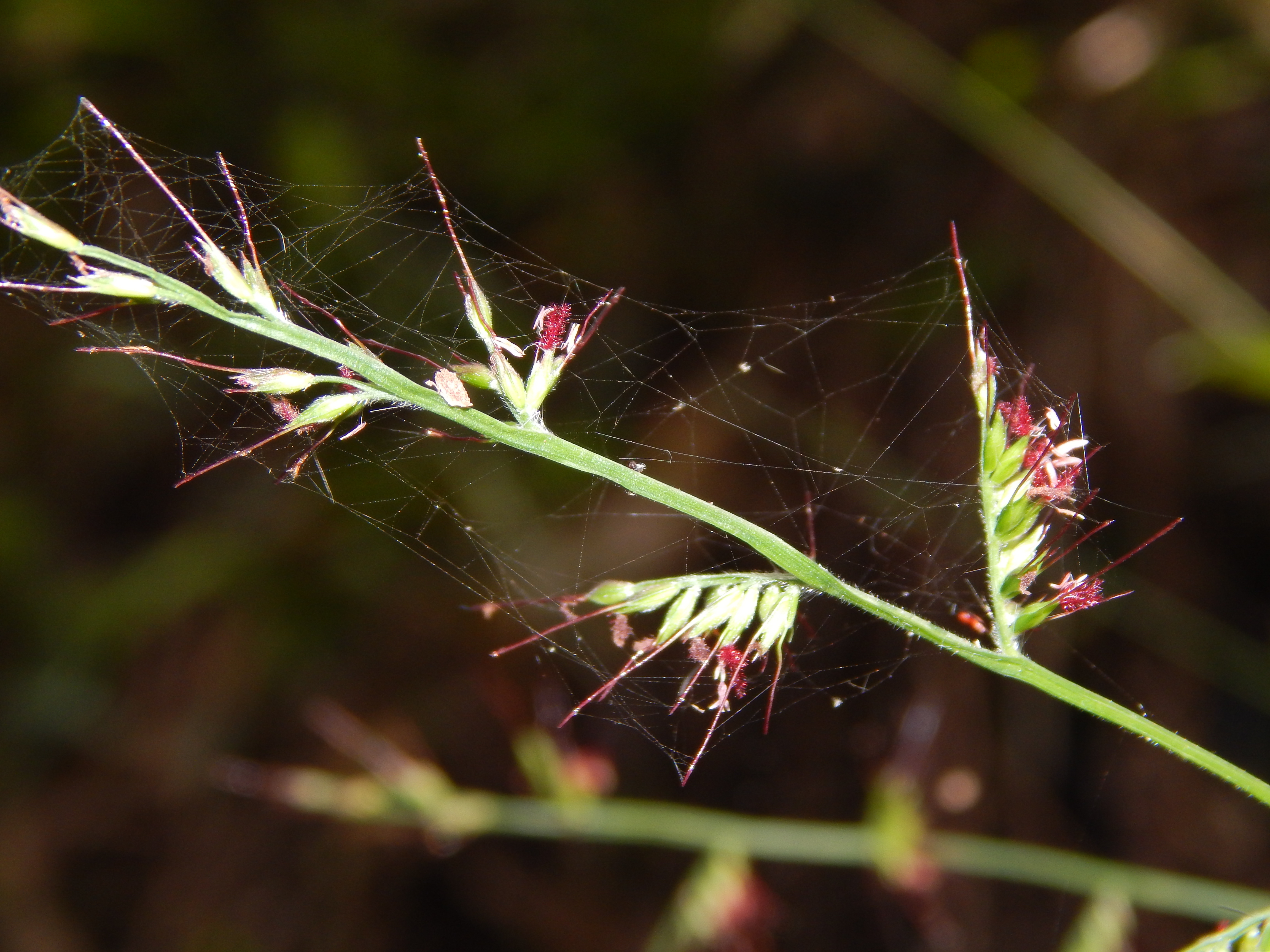
Oplismenus hirtellus, Hoku Nui Piiholo, Maui, Hawaii.
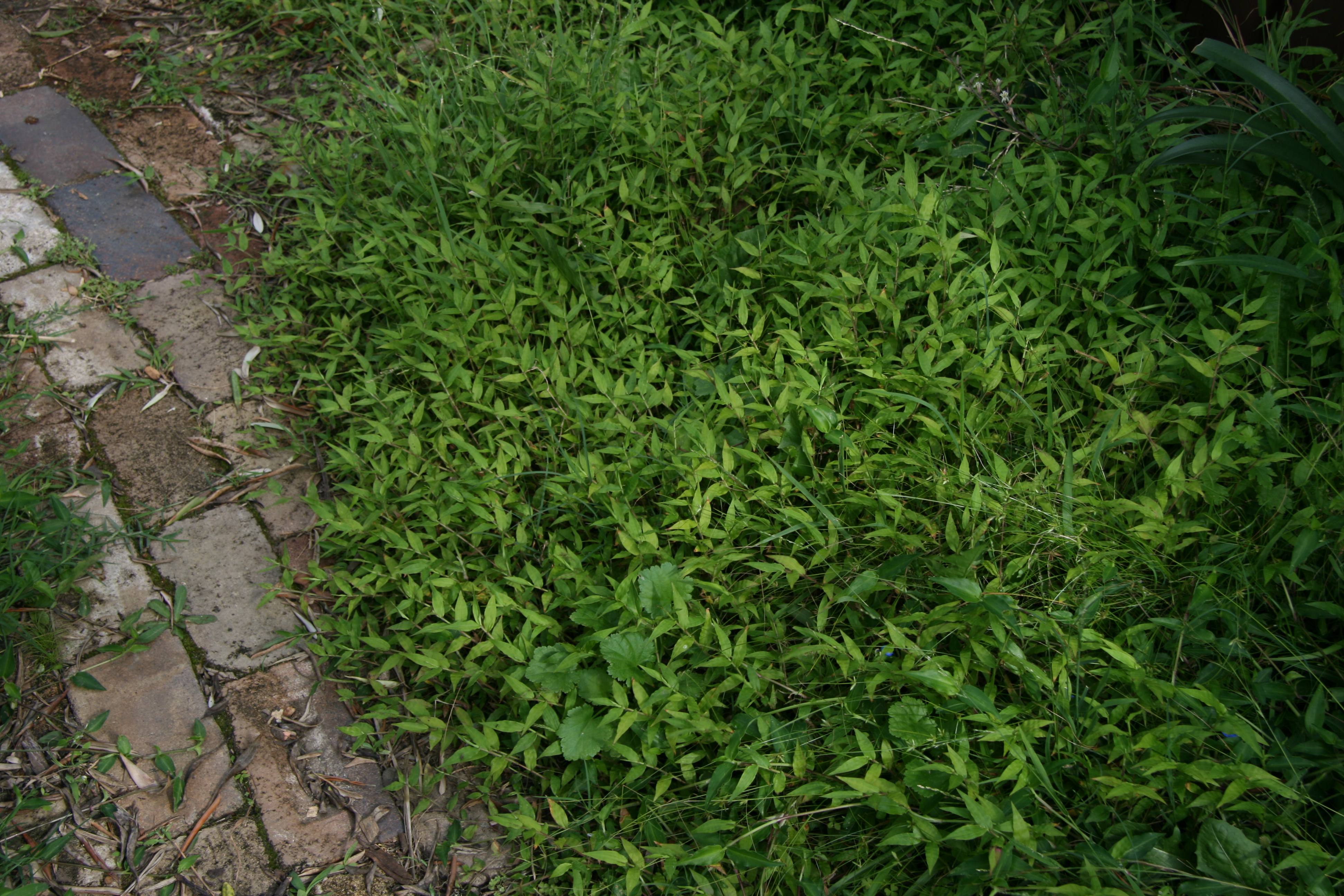
Oplismenus hirtellus, Sydney, Australien.